# Нарыков, Василий Максимович
Василий Максимович Нарыков (В некоторых источниках ошибочно указано отчество — Михайлович) 30 января (12 февраля) 1904, д. Пушкарное, Курская губерния — 18 апреля 1961, Таллин) — советский военно-морской деятель, контр-адмирал (03.11.1951); капитан 1-го ранга (11.03.1957). Участник Советско-польской войны, Советско-финляндской войны (1939—1940). Участник Великой Отечественной войны на Балтике и на Чёрном море.

## Биография
Родился 30 января (12 февраля) 1904 года в селе Пушкарное (ныне — Обоянского района Курской области).
Русский. Член КПСС (1928—1957 г.). В РККА с 30 апреля 1920. Участник Гражданской войны с 1920 по 1922 год, участвовал в польском походе Красной Армии 1920 года, подавлении Кронштадтского мятежа (март 1921 года).
В РККФ с 1922 года. Матрос, рулевой (май 1923 — март 1925 года).
Окончил ВМУ им. М. В. Фрунзе (ноябрь 1925 — сентябрь 1928 г.). С сентября 1928 по май 1929 года — командир взвода Машинной школы учебного отряда Краснознаменного Балтийского флота, с мая 1929 по январь 1931 года — командир торпедного катера, с января 1931 по март 1932 — командир дивизиона, с марта по декабрь 1932 года — командир отдельного дивизиона особого назначения торпедных катеров Морских сил Балтийского моря. С декабря 1932 по апрель 1936 года обучался на командном факультете Военно-Морской академии РККА имени К. Е. Ворошилова. По окончании академии — командир дивизиона торпедных катеров Краснознаменного Балтийского флота (май 1936 — февраль 1937 года), начальник службы торпедных катеров ВМФ (февраль 1937 — июнь 1938 года).
В июне — июле 1938 года — командир эскадренного миноносца «Стерегущий», в июле — октябре 1938 года — начальник отдела боевой подготовки штаба Краснознаменного Балтийского флота. С октября 1938 по февраль 1939 года — командир эскадренного миноносца «Карл Маркс», с февраля по август 1939 года — начальник штаба бригады эскадренных миноносцев Краснознаменного Балтийского флота.
В качестве начальника штаба Отряда легких сил КБФ (август 1939 — март 1940 года) принимал участие в Советско-финляндской войне 1939—1940 года, за отличия в которой награждён орденом Красной Звезды.
С марта по май 1940 года — начальник отдела боевой подготовки штаба Краснознаменного Балтийского флота, в мае 1940 года назначен командиром эскадренного миноносца «Сметливый» 1-го дивизиона эскадренных миноносцев Отряда легких сил Краснознаменного Балтийского флота.
В Великую Отечественную войну вступил в той же должности. В первые дни войны эсминец «Сметливый» под командованием капитана 2 ранга Нарыкова Василия Максимовича участвовал в минных постановках в Ирбенском заливе, в районе острова Сааремаа и Рижском заливе. Базировался в Усть-Двинске (Рижский залив), Куйвасту (на острове Муху, Эстония), 30 июня 1941 года перешел в Таллин.
В июле 1941 года эсминец «Сметливый» в составе конвоя из 4-х подводных лодок типа «С» и тральщика на переходе из Таллина в Кронштадт в районе города Кунда на севере Эстонии (в уезде Ляэне-Вирумаа) отразил две атаки торпедных катеров противника и благополучно довел конвой до места назначения, обратно в Таллин провел другой конвой из 3-х транспортов. Вместе с другими кораблями 1-го дивизиона эсминец «Сметливый» неоднократно обстреливал сухопутные позиции немецких войск. Получил повреждения от взрывов вражеских авиабомб, из-за чего с 15 по 27 июля 1941 года проходил ремонт на Балтийском заводе в Ленинграде, затем вернулся в Таллин.
С 20 по 27 августа 1941 года эсминец «Сметливый» участвовал в обороне города Таллина, содействуя своим огнём сухопутному участку обороны. Во время перехода из Таллина в Кронштадт 28 августа 1941 года «Сметливый» вместе с эсминцем «Гордый» входил в отряд главных сил и стал единственным эсминцем, полностью сохранившим боеспособность к моменту завершения прорыва.
Командуя отрядом эсминцев, капитан 2 ранга Нырыков В. М. в начале сентября 1941 года выполнил 2 постановки мин у берегов противника в Финском заливе.
В сентябре — октябре 1941 года эсминец «Сметливый» под командованием капитана 2 ранга Нарыкова В. М. принимал непосредственное участие в обороне Ленинграда, с передовой позиции у Канонерского завода в Морском канале вел огонь из орудий главного калибра по наступавшим частям вермахта, уничтожал его живую силу и наступавшие танки, подавлял огонь батарей противника на подступах к городу, разбил группу самокатчиков на шоссе, сбил аэростат-корректировщик, проведя при этом до 40 стрельб. Кроме того, эсминец «Сметливый» участвовал в заградительных операциях в Финском заливе.
28 октября 1941 года капитан 2 ранга Нарыков Василий Максимович был назначен начальником штаба Эскадры Краснознаменного Балтийского флота. Он разработал план операции по эвакуации гарнизона острова Ханко в Ленинград и сам лично участвовал в четырёх основных походах в ноябре и декабре 1941 года, в двух из них командуя отрядом непосредственно.
24 апреля 1942 года во время массированного налета авиации противника на город Ленинград и корабли эскадры капитан 1 ранга Нарыков В. М., находившийся на крейсере «Киров», был тяжело ранен и эвакуирован в госпиталь в город Киров.
После излечения в госпитале с июля по декабрь 1942 года служил старшим инспектором 1 отдела Управления боевой подготовки ВМФ.
С декабря 1942 по сентябрь 1943 года — начальник 1 отдела Управления боевой подготовки ВМФ.
С сентября 1943 по апрель 1944 года — помощник начальника управления — начальником 2 отдела (подготовки маневренных соединений ВМФ) Управления боевой подготовки ВМФ.
В апреле 1944 года капитан 1 ранга Нарыков В. М. прибыл на Черноморский флот, где под его руководством была сформирована отдельная бригада сторожевых кораблей, которой он командовал с момента начала формирования и до марта 1945 года. С июля по сентябрь 1944 года капитан 1 ранга Нарыков В. М. на кораблях бригады лично провел большое количество конвоев вдоль Кавказского побережья. Корабли и катера отдельной бригады сторожевых кораблей ЧФ под командованием капитана 1 ранга Нарыкова В. М. 29 августа 1944 года участвовали во взятии города и порта Констанца (Румыния), освобождении болгарских городов-портов Варна (8 сентября 1944 года) и Бургас (9 сентября 1944 года). Войскам, кораблям и частям флота, участвовавшим в освобождении Болгарии, в ходе которого были заняты города Бургас, Варна, Рущук и Шумла, приказом ВГК № 185 от 9 сентября 1944 года объявлена благодарность и в Москве дан салют 20 артиллерийскими залпами из 224 орудий.
С декабря 1944 по март 1945 года капитан 1 ранга Нарыков В. М. во главе отдельной бригады СКР ЧФ проводил операции по перевозке войск из Одессы в румынский порт Констанца (перевезено около 60 тыс. человек) и эвакуации раненых в обратных походах (вывезено до 10 тыс. раненых).
С 12 марта по ноябрь 1945 года капитан 1 ранга Нарыков В. М. командовал 1-й Севастопольской ордена Нахимова бригадой торпедных катеров Крымского морского оборонительного района Черноморского флота.
С ноября 1945 по декабрь 1946 года — командир Отряда учебных кораблей Черноморского флота, с декабря 1946 по февраль 1947 года — в распоряжении Управления кадров ВМФ, с февраля по октябрь 1947 года — командир Охраны водного района (ОВР) Таллинского морского района, с октября 1947 по май 1951 года — командир линейного корабля «Октябрьская Революция» Краснознаменного Балтийского флота.
В мае 1951 года капитан 1 ранга Нарыков В. М. был назначен начальником штаба Эскадры кораблей Краснознаменного Балтийского флота, 3 ноября 1951 года ему было присвоено очередное воинское звание контр-адмирал. С августа 1953 по апрель 1956 года — командир 19-й дивизии ОВР 8-го Военно-Морского Флота.
В апреле 1956 года от занимаемой должности был отстранен и назначен в распоряжение Управления кадров ВМФ. В мае 1956 года был назначен уполномоченным Балтийской группы госприемки кораблей ВМФ. Постановлением Совета Министров СССР П 81/XL от 11 марта 1957 года за недостойные действия и по служебному несоответствию был снижен в воинском звании до капитана 1 ранга и уволен в запас. В декабре Нарыков В. М. был осужден и находился в заключении с декабря 1957 по июнь 1959 года. В январе 1961 года судимость была снята.
Нарыков Василий Максимович умер 18 апреля 1961 года, похоронен в городе Ломоносове Ленинградской области, на городском кладбище.

## Награды
- Орден Ленина (1945)[4][5]
- Орден Красного Знамени (1943)[6][7]
- Орден Красного Знамени (1944)[8][9]
- Орден Красного Знамени (1944)[10][11]
- Орден Красного Знамени (1950)[12]
- Орден Ушакова 2 степени (1945)(орден № 44)[13][14]
- Ордена Красной Звезды (1940)[15]
- Медаль «XX лет Рабоче-Крестьянской Красной Армии» (1938)[16]
- Медаль «За оборону Ленинграда» (1942)[17]
- Медаль «За победу над Германией в Великой Отечественной войне 1941—1945 гг.» (1945);
- и другие медали.

## Архивы
- ЦВМЛ, личное дело № 54941; ф. 3, оп. 1, д. 602, л. 212; оп. 3, д. 10, л. 524; оп. 10, д. 24, л. 135, 136, 298—302, 336; ф. 14, оп. 56, д. 5, л. 291; оп. 58, д. 14, л. 61.
- РГЛ ВМФ, ф. р-352, оп. 6, д. 391.